# Habibollah Sayyari
Habibollah Sayyari (en persan: حبیب‌الله سیاری, né en 1955 à Fasa) est le coordonnateur adjoint de l'armée de la République islamique d'Iran et l'ancien amiral en chef de la marine iranienne entre 2007 et 2017.
Il combat durant la guerre Iran-Irak.
Le 13 juin 2025, il est nommé chef de l'armée iranienne à titre temporaire à la suite du décès de Mohammad Hussein Baqeri.